# Bon week-end, monsieur Bennett
Bon week-end, monsieur Bennett (Not in the Book) est une pièce de théâtre d'Arthur Watkyn créée au Théâtre royal de Brighton en 1958. 
La première française de la pièce a eu lieu en 1959 au théâtre de la Gaîté-Montparnasse dans une adaptation française de Paule de Beaumont et une mise en scène par Michel Vitold,.

## Argument
M. Andrew Bennett, un horticulteur, a une vie de famille tranquille quand un mystérieux homme venant d'Amérique du Sud arrive chez lui pour le faire chanter. Dans le même temps, Timothy Gregg, ami du fils de M. Bennett et voisin, lui confie un manuscrit mettant en scène un crime parfait d'un homme respectable contre son maître-chanteur.

## Distribution

### Paris, 1959
- Henri Guisol : Andrew Bennett
- Albert de Médina : Pedro Juarez
- Denise Grey : Sylvia Bennett
- Jacques Higelin : Michael Bennett
- Guy Bedos : Timothy Gregg
- Paul Mercey : l'inspecteur Malcolm
- Raoul-Henry : le colonel Barstow
- Georges Hubert : le docteur Locke

### Paris, 1967
Une nouvelle version de la pièce est captée en 1967 pour l'émission Au théâtre ce soir.
- Henri Guisol : Andrew Bennett
- Henri Poirier : Pedro Juarez
- Denise Grey : Sylvia Bennett
- François Nocher : Michael Bennett
- François Dalou : Timothy Gregg
- Jacques-Henri Duval : l'inspecteur Malcolm
- Raoul-Henry : le colonel Barstow
- Georges Hubert : le docteur Locke

### Paris, 1990
- Michel Roux : Andrew Bennett
- Georges Montillier : Pedro Juarez
- Virginie Pradal : Sylvia Bennett
- Philippe Bruneteau : Michael Bennett
- Jean-Marie Rollin : Timothy Gregg
- Jean-Claude Arnaud : l'inspecteur  Malcolm
- Gérard Dournel : le colonel Barstow
- François Dalou : le docteur Locke

Cette version mise en scène par Michel Fagadau au théâtre Daunou a fait l'objet d'une captation.